# Haereul pum-eun dal
Haereul pum-eun dal (해를 품은 달?, lett. La luna che abbraccia il sole; titolo internazionale Moon Embracing the Sun, conosciuta anche come The Sun and the Moon) è una serie televisiva sudcoreana trasmessa nel 2012 su MBC. È basata sull'omonimo romanzo di Jung Eun-gwol.

## Trama
Joseon. La regina madre fa uccidere il principe Ui-seong per evitare che minacci il governo del re. La sciamana Ari assiste all'omicidio e scappa, ma viene catturata e giustiziata con una falsa accusa. Prima di morire, chiede alla sua amica sciamana Nok-young di proteggere la bambina che la dama Heo sta per dare alla luce, in quanto la donna l'ha aiutata durante la sua breve fuga.
Tredici anni dopo, la dama Heo porta a palazzo la figlia, Yeon-woo, per assistere a una celebrazione. Qui la ragazza conosce il principe ereditario, Lee Hwon. Quando Yeon-woo viene scelta come assistente allo studio della principessa, la sua frequentazione con Hwon si fa più assidua e i due si innamorano. La regina madre, però, ha già individuato in Yoon Bo-kyung, una ragazza appartenente a un clan a lei fedele, la sposa del nipote. Hwon, allora, convince il padre a scavalcare la nonna e scegliere egli stesso la futura regina: la scelta del sovrano cade perciò su Yeon-woo. Sentendo venir meno la propria autorità, la regina madre ordina a Nok-young di uccidere la giovane, pena lo scioglimento dell'ordine delle sciamane. Nonostante la promessa fatta ad Ari, Nok-young si vede così costretta a usare un incantesimo per far ammalare Yeon-woo di una malattia sconosciuta. Dopo la morte, la giovane resuscita, ma non ricorda più chi è, né il suo passato: è pertanto facile per Nok-young portarla lontano, nel villaggio di Wonyang.
Otto anni più tardi, Hwon, diventato re, rincontra per caso Yeon-woo, ormai diventata la sciamana Wol ("luna"). Poiché il sovrano è malato, la regina madre richiama Nok-young a palazzo per curarlo, ma la donna rifiuta e al suo posto viene presa Wol, al fine di utilizzarla come talismano vivente da inviare al capezzale di Hwon mentre egli dorme. Wol deve fare i conti con l'attuale regina, il di lei padre e la regina madre, al fine di ricordare chi è e reclamare il suo posto come legittima sovrana di Joseon. Hwon, inoltre, inizia a indagare sulla morte della sua promessa sposa, mentre combatte da un lato contro coloro che insistono affinché lasci un erede, e dall'altro contro coloro che vorrebbero deporlo.

## Personaggi
- Lee Hwon, interpretato da Kim Soo-hyun e Yeo Jin-goo (a 15 anni)
Destinato a essere il primo Sole, sperimenta l'amore quando incontra Yeon-woo, ma improvvisamente la ragazza muore. Otto anni più tardi, è diventato un re cinico, che si immischia negli affari dei suoi ministri e si prende gioco di loro, causando un profondo malcontento. Si è sposato con Bo-kyung, ma non la ama e si rifiuta di darle dei figli; è inoltre a conoscenza del suo comportamento ipocrita e non ne fa mistero. Dopo aver incontrato Wol, inizia a dubitare delle circostanze in cui morì l'amata e decide di indagare.
- Heo Yeon-woo/Wol, interpretata da Han Ga-in e Kim Yoo-jung (a 13 anni)
Destinata a essere la prima Luna, è la figlia di una nobile famiglia che sta ottenendo sempre più spicco a corte. Brillante, intelligente e benvoluta, amante della lettura, viene colpita da una malattia e muore poco prima del matrimonio reale. Salvata dalla sciamana Jang Nok-young, non ricorda più chi è e diventa a sua volta una sciamana, chiamata Wol da Hwon. Trascorrendo sempre più tempo al palazzo reale, i suoi ricordi riemergono, ma la ragazza li scambia per delle visioni estratte dalla mente di coloro che ha intorno.
- Yang-myung, interpretato da Jung Il-woo e Lee Min-ho (da giovane)
Il secondo Sole, è il fratellastro maggiore di Hwon. È sempre stato trattato ingiustamente da suo padre, il re Sung-jo. Apparentemente spensierato, è fedele a coloro che ama e deve lottare tra il suo amore non corrisposto per Yeon-woo e il sentimento fraterno che l'ha sempre legato a Hwon. A causa del rapporto contrastante con il padre, è sempre in viaggio per il paese e si tiene lontano dal palazzo reale, salvo casi straordinari.
- Yoon Bo-kyung, interpretata da Kim Min-seo e Kim So-hyun (da giovane)
La seconda Luna, arrivata a palazzo come assistente allo studio della principessa Min-hwa. Viene usata come strumento dalla regina madre per ottenere più potere facendola diventare la principessa ereditaria: questo avviene con successo dopo la morte di Yeon-woo, di cui Bo-kyung conosce la causa poiché suo padre gliel'ha rivelata. Successivamente, diventa la regina di Hwon, che ama sinceramente senza essere però ricambiata. Egli, inoltre, la tratta con durezza e la tiene a distanza.

### Clan Heo
- Heo Young-jae, interpretato da Sunwoo Jae-duk
Padre di Yeom e Yeon-woo, uomo fidato del re, per la sua lealtà Yoon Dae-hyung lo vede come un avversario. Tempo dopo la morte della figlia, si è suicidato, non potendo più sopportare il dolore per la sua perdita.
- Shin Jung-kyung/Dama Heo, interpretata da Yang Mi-kyung
Madre di Yeom e Yeon-woo. È una donna dolce, ma dopo la morte della figlia e del marito perde la sua vitalità. Min-hwa la aiuta a recuperare il sorriso.
- Heo Yeom, interpretato da Song Jae-hee e Yim Si-wan (a 17 anni)
Fratello maggiore di Yeon-woo e tutore di Hwon, è sempre stato un ottimo studente, capace di farsi amare da tutti. Alla morte di Yeon-woo, gli Heo hanno rischiato l'esilio e la morte perché sospettati di aver condotto nel palazzo la ragazza sapendo che era malata, ma la principessa Min-hwa li ha salvati e Yeom l'ha poi sposata, anche se la tratta più come una sorella che come una moglie. A causa della sua posizione di principe consorte, ha dovuto rinunciare alla possibilità di fare da consigliere a Hwon dopo la sua ascesa al trono.
- Seol, interpretata da Yoon Seung-ah e Seo Ji-hee (da giovane)
Cameriera degli Heo, nutre un amore non corrisposto per Yeom, che le ha dato il nome quando è entrata al servizio della famiglia. È un'abile spadaccina e protegge Wol, di cui conosce la vera identità: ha infatti assistito alla rinascita di Yeon-woo ed è partita con lei e Nok-young.

### Famiglia reale
- Regina madre Jung-hui, interpretata da Kim Young-ae
Madre del re Sung-jo e nonna di Hwon, è assetata di potere e cerca di assegnare le cariche più importanti a suoi parenti.
- Re Sung-jo, interpretato da Ahn Nae-sang
Padre di Hwon, Yang-myung e Min-hwa. È intelligente e possiede notevoli abilità militari. Cinque anni dopo la morte di Yeon-woo, anche lui è deceduto e Hwon l'ha sostituito.
- Regina So-hye, interpretata da Kim Sun-kyung
Madre di Hwon, di umili origini.
- Dama Park, interpretata da Kim Ye-ryung
Madre di Yang-myung e concubina del re Sung-jo. Non ha ambizioni politiche, è anzi calma e gentile.
- Principessa Min-hwa, interpretata da Nam Bo-ra e Jin Ji-hee (da giovane)
Sorella minore di Hwon, da bambina si è innamorata di Yeom e, dopo aver salvato gli Heo dall'esilio, l'ha sposato, anche se il ragazzo si comporta con lei come se fosse una sorella. È una ragazza emotiva e vivace, sincera, inopportuna e dispettosa.
- Jin Chae-woon, detto Woon, interpretato da Song Jae-rim e Lee Won-geun (a 15 anni)
Il miglior spadaccino del regno, guardia del corpo di Hwon. È uno dei migliori amici di Yeom e Yang-myung.
- Hyung-sun, interpretato da Jung Eun-pyo
Un eunuco, è al fianco di Hwon sin da quando era un principe, ed è un suo intimo amico e consigliere.
- Dama Min, interpretata da Kim Min-kyung
Dama di compagnia di Min-hwa.
- Dama Jo, interpretata da Chu Gwi-jung
Dama di compagnia di Bo-kyung da quando è diventata la principessa ereditaria.

### Palazzo delle stelle (Seongsucheon)
- Jang Nok-young, interpretata da Jeon Mi-seon
La migliore sciamana del regno, è molto brava a lanciare maledizioni e pertanto incute timore negli altri. Dopo aver ucciso Yeon-woo, l'ha resuscitata e l'ha portata in un posto sicuro, ritirandosi dal suo compito di sciamana.
- Hye-gak, interpretata da Kim Ik-tae
Guru che aiuta Nok-young a scappare con Yeon-woo.
- Jan-shil, interpretata da Bae Noo-ri e Jo Min-ah (da giovane)
Servitrice di Nok-young sin da quando era piccola, è una ragazza dalla mente semplice. Da bambina, dopo essere stata abbandonata dai genitori, veniva costretta da un uomo a fingersi cieca e a vendere false pietre curative alla gente, ma la truffa venne scoperta da Yang-myung, che la portò da Nok-young per farla diventare una vera sciamana. Da allora, Jan-shil è profondamente riconoscente al ragazzo. Ha poteri divini, che consistono nella lettura del futuro e della mente delle persone; può, inoltre, parlare con i defunti.
- Gwon
Prende il posto di Nok-young come capo delle sciamane dopo l'abbandono della donna, ma, quando Nok-young torna, è costretta a lasciare la sua posizione.
- Ari, interpretata da Jang Young-nam
Una sciamana amica di Nok-young, dopo aver assistito all'omicidio del principe Ui-seong scappò. La madre di Yeon-woo, pur non conoscendola, la aiutò durante la fuga e Ari le promise che avrebbe protetto sua figlia. Poco dopo, però, fu catturata e giustiziata.

### Altri personaggi
- Yoon Dae-hyung, interpretato da Kim Eung-soo
Padre di Bo-kyung, è un politico esperto che farebbe qualsiasi cosa per ottenere potere e denaro, anche perdere la sua famiglia. È il Ministro del Personale durante il regno di Sung-jo, e Primo Ministro durante quello di Hwon, di cui è il principale avversario.
- Lady Kim, interpretata da Jang Hee-soo
Madre di Bo-kyung, ignora i piani del marito e sprona la figlia a non lasciarsi portare via il suo posto a corte.
- Shim San, interpretato da Seo Hyun-chul
Segretario reale.
- Han Jae-gil, interpretato da Lee Seung-hyung
Ministro della Difesa e degli Affari Militari.
- Yoon Soo-chan, interpretato Kim Seung-wook
Ministro delle Tasse, è tonto, incapace e gli piace divertirsi.
- Hong Gyu-tae, interpretato da Yoon Hee-seok
Membro della guardia reale e della polizia segreta, è l'investigatore privato di Hwon. Da giovane, era a capo degli studenti di una prestigiosa scuola, che aiutò Hwon a convincere il re a privare la regina madre del potere di scegliere la principessa della corona.

## Produzione

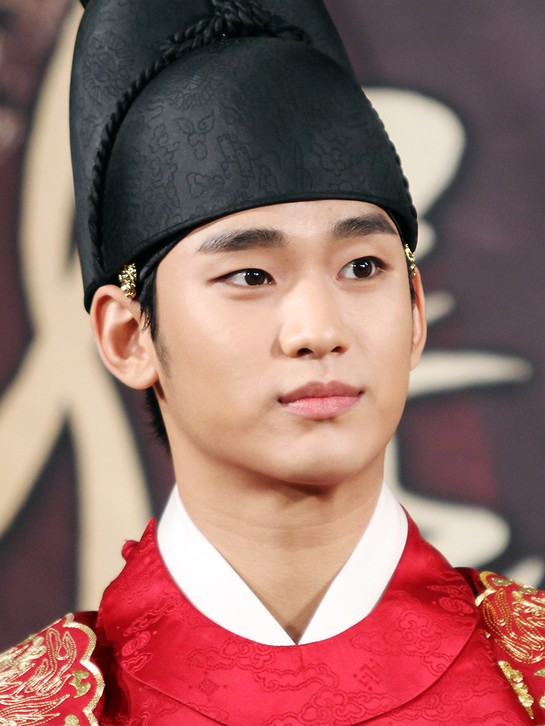
Kim Soo-hyun nei panni del re Lee Hwon alla conferenza di Haereul pum-eun dal.

Basata sul romanzo di Jung Eun-gwol, la serie è stata scritta da Jin Soo-wan (Gyeongseong scandal), e diretta da Kim Do-hoon (Royal Family) e Lee Seong-jun (Gyebaek).
Le riprese cominciarono nel novembre 2011, con gli attori bambini che interpretavano i protagonisti da giovani per i primi sei episodi. Il 25 dicembre seguì la lettura della sceneggiatura insieme alle loro controparti adulte, al MBC Dream Center di Ilsan. Le riprese vennero effettuate durante i mesi freddi e questo causò alcuni problemi agli attori poiché molte scene erano girate all'aperto.
Nel febbraio 2012, si parlò di estendere il drama aggiungendo quattro episodi, ma la casa di produzione confermò successivamente che non sarebbe accaduto, e che Haereul pum-eun dal sarebbe terminato regolarmente l'8 marzo. Tuttavia, l'ultimo episodio della serie andò in onda il 15 marzo, poiché il regista Kim Do-hoon partecipò allo sciopero della MBC: pertanto, le ultime due puntate vennero ritardate di una settimana e al loro posto vennero trasmessi due episodi speciali.
La maggior parte delle scene ambientate nel palazzo reale furono girate al MBC Dramia a Cheoin-gu, dove sono avvenute le riprese anche di molti altri drama storici, come Guga-ui seo, Dong-yi, Jumong e Seondeok yeo-wang. La Casa di Choi Champan venne usata come dimora d'infanzia di Yeon-woo, e il Korean Folk Village per i mercati locali, le residenze della plebe e le scene notturne.

## Accoglienza
Secondo AGB Nielsen Media Research, il primo episodio ottenne uno share del 18% ed entro il terzo la serie aveva raggiunto il 23,2%, classificandosi come drama più visto sopra i rivali Butakhaeyo, Captain e Nanpokhan romance. L'episodio finale ottenne il 42,2% di share a livello nazionale e una media del 45,8% nell'area metropolitana di Seul.
Venduto in otto Paesi dell'Asia, è stato il drama che ha portato più guadagni alla rete MBC fino ad essere superato da Arang sattojeon nell'agosto 2012.
| Episodio          | Data di trasmissione | Share medio         | Share medio                | Share medio         | Share medio                |
| Episodio          | Data di trasmissione | Dati TNmS           | Dati TNmS                  | Dati AGB Nielsen    | Dati AGB Nielsen           |
| Episodio          | Data di trasmissione | A livello nazionale | Area metropolitana di Seul | A livello nazionale | Area metropolitana di Seul |
| ----------------- | -------------------- | ------------------- | -------------------------- | ------------------- | -------------------------- |
| 1                 | 4 gennaio 2012       | 15,0%               | 16,9%                      | 18,0%               | 19,7%                      |
| 2                 | 5 gennaio 2012       | 17,3%               | 20,8%                      | 19,9%               | 22,2%                      |
| 3                 | 11 gennaio 2012      | 19,4%               | 22,3%                      | 23,2%               | 26,1%                      |
| 4                 | 12 gennaio 2012      | 20,6%               | 25,1%                      | 23,4%               | 26,0%                      |
| 5                 | 18 gennaio 2012      | 21,6%               | 24,9%                      | 24,9%               | 28,3%                      |
| 6                 | 19 gennaio 2012      | 25,9%               | 28,6%                      | 29,3%               | 32,9%                      |
| 7                 | 25 gennaio 2012      | 25,5%               | 28,8%                      | 29,7%               | 33,8%                      |
| 8                 | 26 gennaio 2012      | 26,2%               | 29,4%                      | 31,7%               | 35,3%                      |
| 9                 | 1º febbraio 2012     | 28,4%               | 32,3%                      | 34,5%               | 38,9%                      |
| 10                | 2 febbraio 2012      | 30,5%               | 35,1%                      | 37,1%               | 40,5%                      |
| 11                | 8 febbraio 2012      | 34,3%               | 38,6%                      | 37,1%               | 41,7%                      |
| 12                | 9 febbraio 2012      | 33,7%               | 37,8%                      | 37,1%               | 40,8%                      |
| 13                | 15 febbraio 2012     | 34,6%               | 39,3%                      | 38,4%               | 42,9%                      |
| 14                | 16 febbraio 2012     | 37,2%               | 42,0%                      | 37,6%               | 42,1%                      |
| 15                | 22 febbraio 2012     | 37,7%               | 42,6%                      | 39,1%               | 43,1%                      |
| 16                | 23 febbraio 2012     | 39,8%               | 45,5%                      | 41,3%               | 46,1%                      |
| 17                | 29 febbraio 2012     | 33,3%               | 36,1%                      | 36,0%               | 39,7%                      |
| 18                | 1º marzo 2012        | 40,7%               | 47,0%                      | 41,2%               | 45,8%                      |
| Episodio speciale | 7 marzo 2012         | 24,7%               | 26,0%                      | 24,5%               | 26,9%                      |
| Episodio speciale | 8 marzo 2012         | 19,8%               | 21,7%                      | 19,2%               | 20,1%                      |
| 19                | 14 marzo 2012        | 38,9%               | 42,9%                      | 38,7%               | 41,8%                      |
| 20                | 15 marzo 2012        | 42,3%               | 46,5%                      | 42,2%               | 45,8%                      |
| Media             | Media                | 30,1%               | 34,1%                      | 33,0%               | 36,7%                      |

## Colonna sonora
1. 시간을 거슬러 (Back in Time) - Lyn
2. 달빛이 지고 (The Moonlight is Setting) - Hae Oh-ra
3. 눈물길 (Path of Tears) - Wheesung
4. 그림자 (Shadow) – Monday Kiz
5. 해를 품은 달 (Moon Embracing the Sun)
6. 숨은 달 (Hidden Moon)
7. 꽃잎처럼, 불꽃처럼 (Like a Flower, Like a Flame)
8. 애지애가(愛之哀歌) (The Sorrow Song of Love)
9. 궐 (Palace)
10. 장명루 (Long Live Wisp)
11. 저자거리 (Market Street)
12. 위령제 (Spirit Appeasement Ceremony)
13. 두 개의 태양과 하나의 달 (Two Suns and a Moon)
14. 은월각 (Hidden Moon Court)
15. 연우 내리다 (Misty Rain Falls)
16. 태양의 눈물 (Tears of the Sun)
17. 궁의 아침 (The Morning of Palace)
18. 달빛의 노래 (Song of the Moon)
19. 흑주술 (Black Magic)
20. 나비의 춤 (Dance of Butterflies)

Altre canzoni
1. 그대 한 사람 (The One and Only You) - Kim Soo-hyun[15]
2. 아니기를 (I Hope It's Not) – Lee Ki-chan

## Riconoscimenti
| Anno | Premio                                       | Categoria                                     | Ricevente            | Risultato       | Note          |
| ---- | -------------------------------------------- | --------------------------------------------- | -------------------- | --------------- | ------------- |
| 2012 | Baeksang Arts Awards                         | Best Drama (Television)                       | Haereul pum-eun dal  | Vincitore/trice | [ 16 ]        |
| 2012 | Baeksang Arts Awards                         | Best Actor (Television)                       | Kim Soo-hyun         | Vincitore/trice | [ 17 ]        |
| 2012 | Baeksang Arts Awards                         | Best New Actor (Television)                   | Yeo Jin-goo          | Candidato/a     |               |
| 2012 | Baeksang Arts Awards                         | Best New Actress (Television)                 | Kim Yoo-jung         | Candidato/a     |               |
| 2012 | Mnet Asian Music Awards                      | Best Original Soundtrack                      | "Back in Time" - Lyn | Candidato/a     | [ 18 ] [ 19 ] |
| 2012 | Shanghai Television Festival Magnolia Awards | Silver Award of Best Foreign TV Series        | Haereul pum-eun dal  | Vincitore/trice | [ 20 ]        |
| 2012 | MBC Drama Awards                             | Drama of the Year                             | Haereul pum-eun dal  | Vincitore/trice |               |
| 2012 | MBC Drama Awards                             | Top Excellence Award, Actor in a Miniseries   | Kim Soo-hyun         | Vincitore/trice |               |
| 2012 | MBC Drama Awards                             | Top Excellence Award, Actress in a Miniseries | Han Ga-in            | Vincitore/trice |               |
| 2012 | MBC Drama Awards                             | Best Child Actor                              | Yeo Jin-goo          | Vincitore/trice |               |
| 2012 | MBC Drama Awards                             | Best Child Actress                            | Kim Yoo-jung         | Vincitore/trice |               |
| 2012 | MBC Drama Awards                             | Best Child Actress                            | Kim So-hyun          | Vincitore/trice |               |
| 2012 | MBC Drama Awards                             | Golden Acting Award, Actress in a Miniseries  | Yang Mi-kyung        | Vincitore/trice |               |
| 2012 | MBC Drama Awards                             | Writer of the Year                            | Jin Soo-wan          | Vincitore/trice |               |
| 2012 | MBC Drama Awards                             | Popularity Award                              | Kim Soo-hyun         | Vincitore/trice |               |

## Adattamenti
Il 1º aprile 2012, la boy band 2PM, durante un incontro con i fan a Seul, ha proiettato un video-parodia della durata di quindici minuti. Nel filmato i componenti del gruppo hanno reinterpretato alcune scene del drama: Jun. K ha dato volto al re Lee Hwon, Wooyoung a Yeon-woo, Nichkhun a Bo-kyung, Taecyeon a Hyung-sun e al ministro Yoon, Chansung a Nok-young e Woon, mentre Junho a Yang-myung.
Un musical è stato messo in scena al Seoul Arts Center dal 18 gennaio al 23 febbraio 2014, con Cho Kyuhyun, Seohyun e Kim Da-hyun.